# Nova Linha de Évora
A Nova Linha de Évora é uma via férrea em construção, que irá ligar a Linha do Leste, perto de Elvas, à Estação de Évora, na cidade com o mesmo nome, em Portugal. Faz parte do Corredor Internacional Sul, um conjunto de vias férreas que têm como fim melhorar as ligações ferroviárias entre o Sul de Portugal, principalmente a linha do Porto de Sines, com Espanha, através de Badajoz.
Servirá também como primeira fase em Portugal da LAV Lisboa-Madrid.

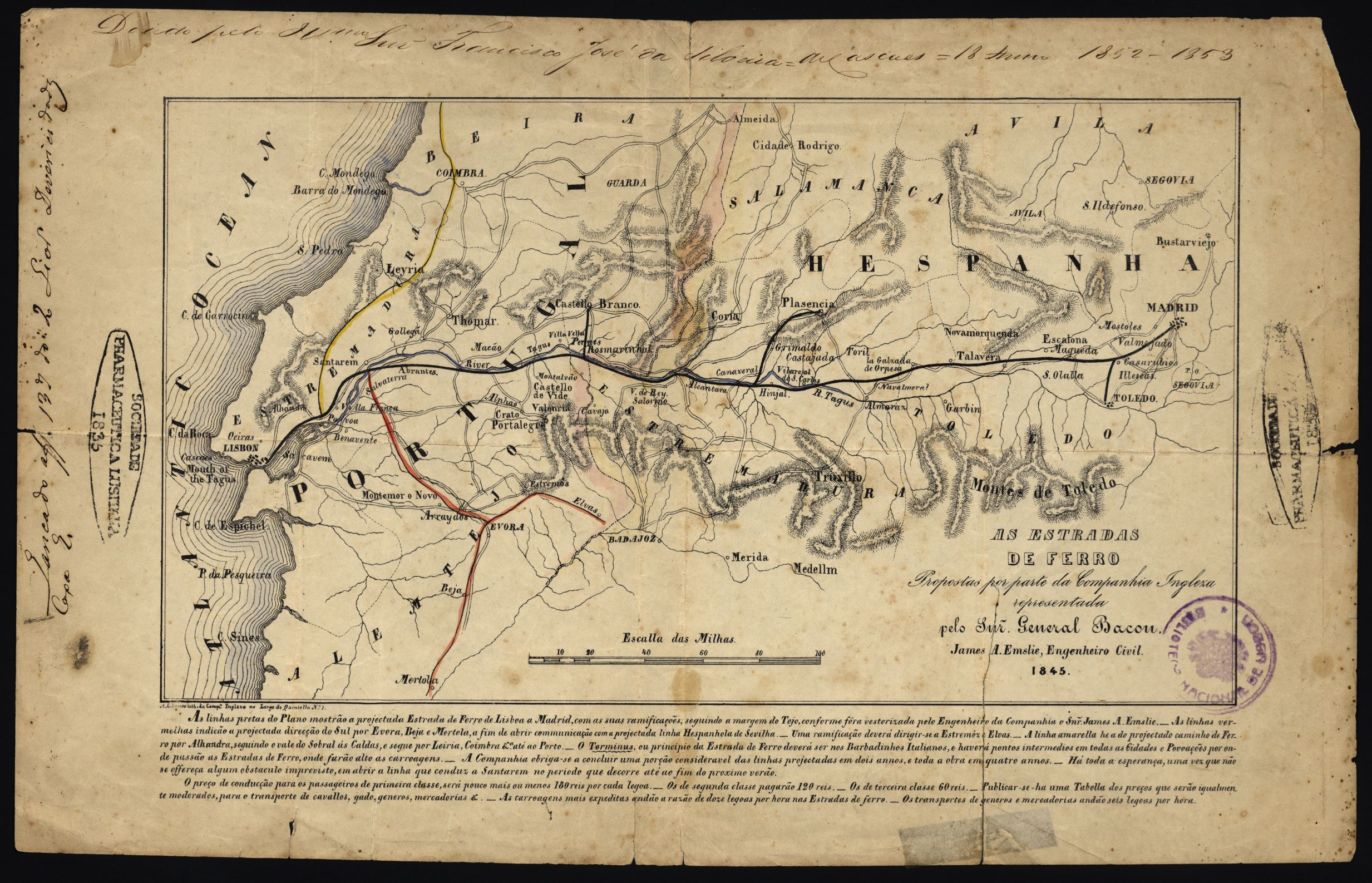
Mapa com os as linhas férreas planeadas em 1845, incluindo o lanço de Mértola a Elvas por Évora.

## História

### Antecedentes
A ideia de construir uma linha férrea que ligasse as regiões do Alto e Baixo Alentejo ao posto fronteiriço de Elvas remonta à década de 1840, quando foram lançados os primeiros planos para a introdução dos caminho de ferro em Portugal. Porém, as obras não chegaram a avançar devido à instabilidade política e social, e só após a Regeneração, na Década de 1850, é que foram retomados os planos para a construção das vias férreas. Assim, regressou a ideia de fazer uma linha de Beja a Évora, que seguiria depois para Elvas, onde entroncaria com o  Caminho de Ferro do Leste. A via férrea chegou a Évora em 14 de Setembro de 1863, à estação provisória de Estremoz em 22 de Dezembro de 1873, e a estação de Vila Viçosa em 2 de Agosto de 1905. Porém, a linha não chegou a ser continuada até Elvas, devido à oposição a Companhia Real dos Caminhos de Ferro Portugueses, proprietária da Linha do Leste, e das autoridades militares, que consideravam que uma segunda linha a partir da ligação internacional em Elvas seria uma potencial ameaça à segurança nacional. Assim, o prolongamento até Elvas foi eliminado pelo Plano Geral da Rede Ferroviária, aprovado pelo Decreto n.º 18190, de 28 de Março de 1930.
 A ligação entre a Linha de Évora e a Linha do Leste só foi feita em 21 de Janeiro de 1949, através do Ramal de Portalegre, que ligava Estremoz a Portalegre-Gare. Em 1990, foi encerrado o Ramal de Portalegre e terminaram os serviços de passageiros no lanço entre Estremoz e Évora, que no entanto só deixou de ter comboios em 2009, tendo sido oficialmente fechado em 2011.

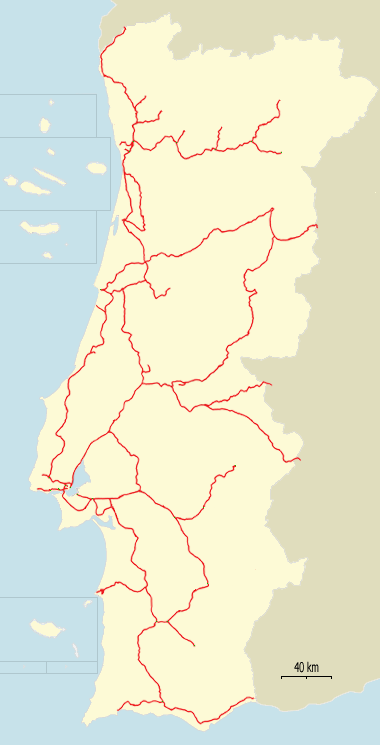
Rede Ferroviária Portuguesa em 2007. Com o encerramento do Ramal de Portalegre em 1990, a rede no Sul de Portugal passou a estar ligada ao resto do país apenas pela Linha de Vendas Novas, até à inauguração da linha sob a Ponte 25 de Abril, em 2003.

### Século XXI
Em 2014, a Rede Ferroviária Nacional ordenou a elaboração de uma análise económico-financeira sobre a linha, tendo-se apurado que em 2020 deveria permitir a circulação de oito comboios diários entre Évora e Elvas, transportando 408 passageiros, e de catorze comboios diários de mercadorias, transportando 5444 T de carga. Previa-se que até 2026 já o número de comboios de mercadorias iriam ser gradualmente aumentados para 18, levando 7000 T de carga. As composições de passageiros teriam uma velocidade máxima de 250 km/h, enquanto que os de mercadorias estariam limitados a 120 km/h. Também estava previsto que podiam circular comboios de mercadorias até 750 m de comprimento, o que iria permitir um aumento na eficiência e na competitividade do transporte ferroviário de carga.
Porém, o traçado original para a linha, como parte do eixo entre Sines e Badajoz, previa a utilização do antigo canal da Linha de Évora, que atravessava parcialmente o interior da cidade, sendo necessárias grandes obras para permitir a sua adaptação à nova via férrea. A população e a autarquia opuseram-se a esta solução, levando ao abandono do traçado original e à realização de um novo estudo. Em Outubro de 2017, já se previa que a linha teria uma extensão de 84,1 km, e deveria circular pelos concelhos de Elvas, Vila Viçosa, Alandroal, Redondo e Évora, passando junto das localidades de Redondo, Alandroal e Juromenha. A linha teria 29 viadutos, 34 passagens superiores e 23 inferiores, das quais 17 seriam agrícolas e 239 seriam hidráulicas, e não estava prevista a construção de quaisquer infraestruturas para passageiros. O eixo estava dividido em três grandes troços, correspondentes à Linha do Caia, a Concordância de Elvas e a Linha de Évora (Évora Norte).
Em Janeiro de 2018, o primeiro-ministro, António Costa prometeu que ainda durante o primeiro trimestre desse ano iria abrir o concurso para o Corredor Ferroviário do Sul, no âmbito de uma reunião do Conselho Regional da Comissão de Coordenação e Desenvolvimento Regional do Alentejo. António Costa classificou a abertura dos concursos como «dois momentos importantes», que marcariam «o arranque da construção deste eixo ferroviário». Considerou esta linha como a «maior obra ferroviária dos últimos 100 anos em Portugal» e um dos principais investimentos no âmbito do programa Portugal 2020, e que seria de importância fundamental para facilitar as ligações entre a região do Alentejo e a Europa, permitindo igualmente valorizar o Porto de Sines. Estes investimentos deveriam ser feitos no âmbito do Plano Ferrovia 2020, que tinha como fim desenvolver as ligações internacionais e modernizar os principais eixos, com ênfase para o transporte de mercadorias e público de passageiros. Este plano incluía igualmente a electrificação da Linha do Minho nos troços que restavam até à fronteira, a reabertura do lanço entre a Covilhã e a Guarda, e a adaptação da rede portuguesa, de forma a possibilitar a circulação de comboios de mercadorias com 750 m, então o valor máximo de referência na Europa. Com cerca de 80 km de comprimento, a nova linha férrea entre Elvas e Évora foi considerada como a mais extensa a ser construída na rede nacional nos últimos cem anos.
Com efeito, em Março de 2018 foi noticiado que brevemente iriam ser lançados os concursos para as duas empreitadas, uma relativa à construção da nova linha férrea entre Évora e Elvas, e a outra para a modernização da via férrea já existente entre Elvas e a fronteira internacional, sobre o Caia. O concurso iria ser lançado em Elvas, com a presença de António Costa, do primeiro ministro espanhol, Mariano Rajoy, e da comissária europeia dos Transportes, Violeta Bulc. Esta salientou a importância da via férrea entre Elvas e Caia, que iria permitir ao país «desenvolver a sua rede de transportes e ligar-se juntamente com Espanha ao resto da Europa». De acordo com um comunicado do Ministério do Planeamento e Infraestruturas, previa-se que o lanço entre Évora e Elvas iria custar cerca de 509 milhões de Euros, e que os trabalhos deveriam ter início no primeiro trimestre de 2019, e terminar em 2022.
Em 5 de Março de 2018, foi aberto o concurso para o troço entre Évora Norte e o Freixo, enquanto que no dia 29 desse mês foi lançado para o concurso para o lanço entre o Freixo e Alandroal, com 20,5 km. Este último teve um valor base de 105 milhões de Euros, e abrangia a plataforma de via-férrea, as terraplanagens, os sistemas de drenagem longitudinal e transversal, uma estação técnica, dezasseis obras de arte correntes e dez obras de arte especiais, e os caminhos paralelos e de caminho de acesso e emergência.
Em 30 de Abril, foi a vez do subtroço entre Alandroal e a bifurcação com a Linha do Leste, com uma extensão de 38,5 km, tendo o valor base sido de 195 milhões de Euros. Esta empreitada incluía as terraplanagens, os sistemas de drenagem longitudinal e transversal, uma estação técnica, vinte e seis obras de arte correntes e catorze especiais, os caminhos paralelos, de acesso e de emergência, e a nova plataforma ferroviária. A construção da Nova Linha de Évora está inserida no Plano Ferrovia 2020, tendo sido parcialmente financiada por fundos da União Europeia, no âmbito do programa Connecting Europe Facility. Em 21 de Janeiro de 2020, a empresa Infraestruturas de Portugal anunciou o arranque oficial das obras no lanço entre o Freixo e Évora Norte, que tinham sido entregues a um consórcio formado pelas empresas Fergrupo, COMSA e Constructora San Jose. Nesta altura, também já estavam quase concluídos os trabalhos de modernização do lanço da Linha do Leste entre Elvas e a fronteira, no Caia. A Nova Linha de Évora foi, até então, um dos poucos empreendimentos do Plano Ferrovia 2020 a avançar, em conjunto com as obras nos lanços entre Alfarelos e Pampilhosa, na Linha do Norte, Caíde e Marco de Canaveses, na Linha do Douro, e Nine e Viana do Castelo, na Linha do Minho. Em 29 de Setembro de 2021, um trabalhador de nacionalidade espanhola morreu ao ser atropelado por camião, nas obras do lanço da via férrea entre Alandroal e Juromenha.
A linha ferroviária entre Évora e Elvas, integrada no futuro Corredor Internacional Sul tem previsto o final da obra para 2023, sendo em finais de 2022 a sua entrada ao serviço anunciada para 2024. O investimento ascende a 442 milhões de euros. A ligação é composta por cinco troços: Évora – Évora Norte, Évora Norte – Freixo, Freixo – Alandroal e Alandroal – Linha do Este (Elvas).
O troço Elvas – Caia, de dez quilómetros, está concluído desde janeiro de 2022 e veio modernizar a ligação de Elvas para Badajoz. Este troço vai agora ligar-se com a linha de Évora – Elvas. Com o acesso à A6 e a passagem da ferrovia a situarem-se praticamente no mesmo local, está prevista a construção de um viaduto, junto ao nó das Sochinhas, com duas bifurcações: uma com ligação à plataforma logística de Elvas e outra para a Plataforma Logística de Badajoz.

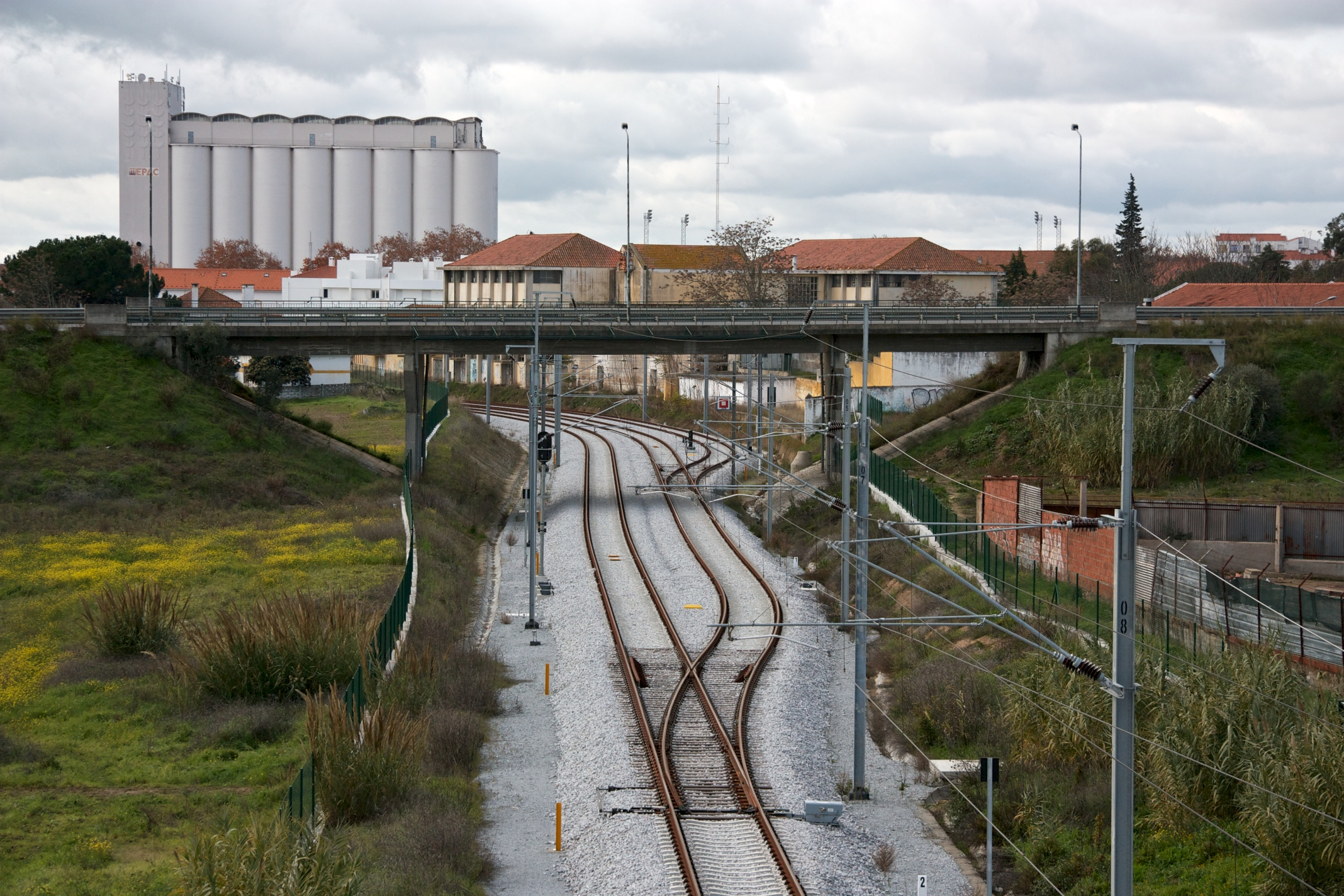
Saída Norte da estação de Évora, em 2012. Apesar do lanço entre Évora e Estremoz ter sido oficialmente encerrado em 2011, a via férrea foi renovada e electrificada até junto da passagem pela Estrada de Beja, a cerca de um quilómetro da estação.

## Descrição
Em 2018, previa-se que a Nova Linha de Évora teria cerca de 100 km de extensão, dos quais 80 km seriam construídos de raiz. A linha seria de via única, de tracção eléctrica (25 kV ~ 50 Hz), embora a plataforma estivesse desde logo preparada para via dupla. Contaria com cerca de 30 pontes e viadutos, o que torna esta obra numa das maiores realizadas no país nos últimos anos Seriam utilizados carris do tipo UIC60 sobre travessas de betão polivalente, de forma a facilitar a futura conversão de bitola ibérica para bitola internacional. É um dos eixos do Corredor Internacional Sul, criado no sentido de melhorar a união entre a malha ferroviária da região Sul a Espanha, através de Badajoz, ao fornecer uma ligação a Espanha mais curta e menos dispendiosa em relação à já existente, calculando-se que o percurso dos comboios iria ser reduzido em 140 km, e as despesas de transporte em cerca de 30%. Desta forma, os portos, principalmente o de Sines, e os aglomerados urbanos e industriais da região ficariam com melhores condições de acesso ao estrangeiro, não só a Espanha como ao resto da Europa, desenvolvendo a capacidade exportadora de mercadorias.
Além disso, previa-se que a nova linha também iria gerar cerca de 4250 postos de trabalho directos, e 200 indirectos, relativos aos serviços de alimentação, alojamento e limpeza. Em termos ambientais, calculava-se que a nova linha iria diminuir as emissões em cerca de 428 milhões tonCO2eq, até ao ano horizonte.
O plano para a Nova Linha de Évora incluía igualmente a realização de obras na estação de Elvas, de forma a melhorar as condições de circulação e de estacionamento para comboios de maiores dimensões.